# هنریت میکلسن
هنریت میکلسن (دانمارکی: Henriette Mikkelsen؛ زادهٔ ۲۱ سپتامبر ۱۹۸۰) بازیکن هندبال اهل دانمارک بود.
وی در مسابقات کشوری و بین‌المللی در مجموع برندهٔ ۱ مدال طلا، ۱ مدال نقره شده‌است.